# Alviks medborgarhus

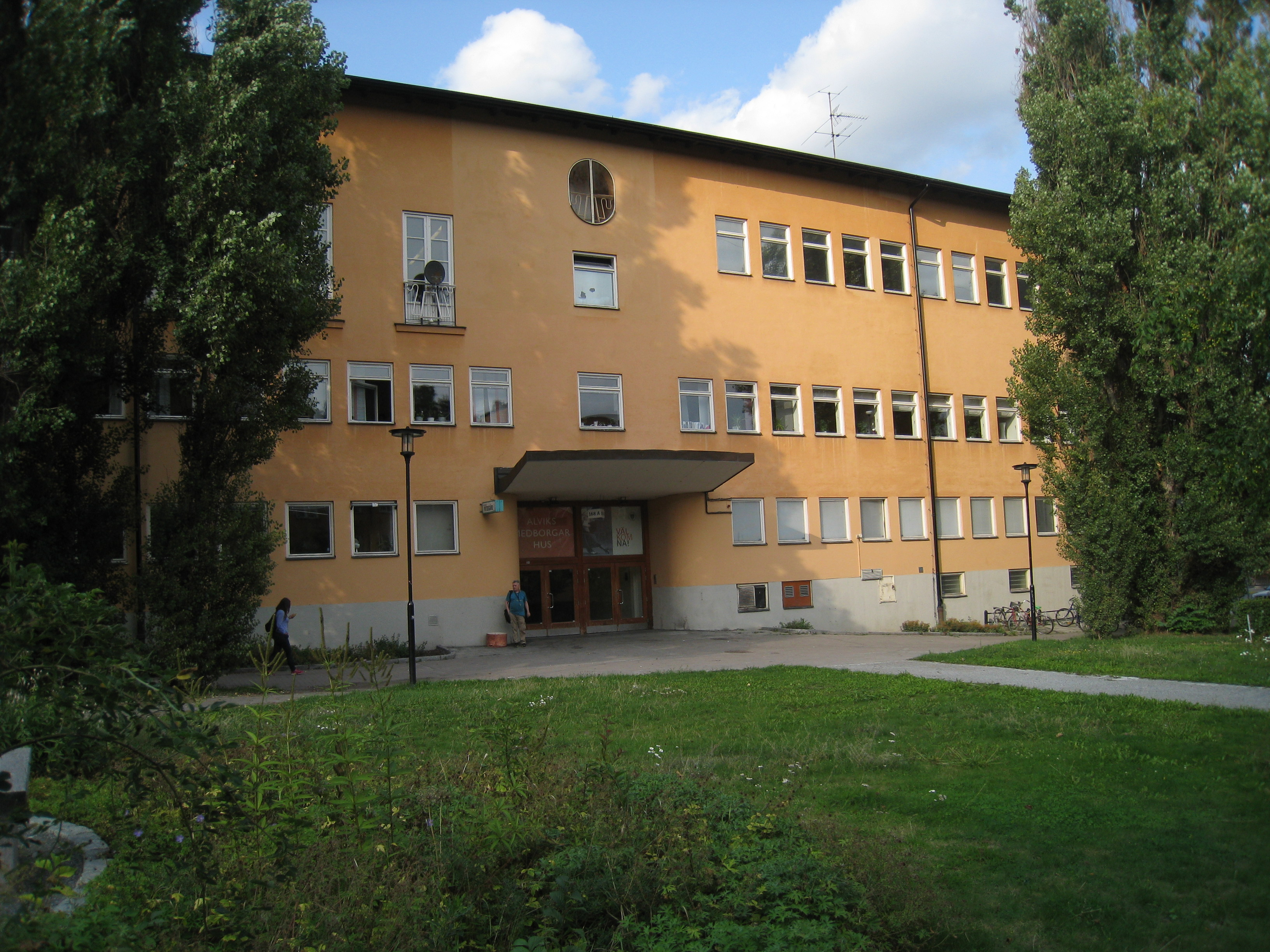
Alviks medborgarhus i augusti 2013.

Alviks medborgarhus, eller Alviks kommunalhus, är ett kommunalt medborgarhus som ligger på Gustavslundsvägen 168–170 i stadsdelen Alvik i Bromma, västra Stockholm. Huset byggdes åren 1939–1940 och är ritat av arkitekt Thure Bergentz. Byggmästare var Anders Dunder. 
Huset rymde då det var nybyggt bland annat bibliotek och föreningslokaler. Det invigdes 1941. Alviks medborgarhus är  K-märkt, med ett efter Stadsmuseets kriterier grönklassat skyddsvärde.
Alviks medborgarhus är numera några samlingslokaler under Kulturförvaltningens regi som omfattas av plan 2–3 i huset. Lokalerna utgörs av fyra salar: Brommasalen, Nockebysalen, Mossen och Biblan, som används dagligen av föreningar i Stockholms stad och är populära för dansgalor, danskurser, konferenser med mera. Brommasalen, som har 364 sittplatser på andra våningen, är en stor festsal i jugendstil med konst som utfördes 1940–1941 av konstnären Axel Wallert. Fondväggen i Brommasalen består av en 50 m2 stor al secco-målning, som visar byggandet av Västerort på 1930-talet. Väggmålningen visar porträttlika byggnadsarbetare och arbetsledare, bland dessa finns byggmästaren Anders Dunder och dåvarande fastighetsdirektören Axel Dahlberg. Målningen innehåller flera tidstypiska detaljer. Runt salen finns reliefer av arbetare och en mor med barn. Axel Wallert var också ansvarig för dekorationer i Stockholms stadshus och i Stockholms högskolas kårhus på Holländargatan på 1920-talet.
Gatu- och fastighetskontoret i Stockholm är hyresvärd för medborgarhuset. Kulturförvaltningen är huvudman för verksamheten i huset. Föreningsrådet Alviks Kulturhus ansvarar för verksamheten i samverkan med Kulturförvaltningen.

## Bilder

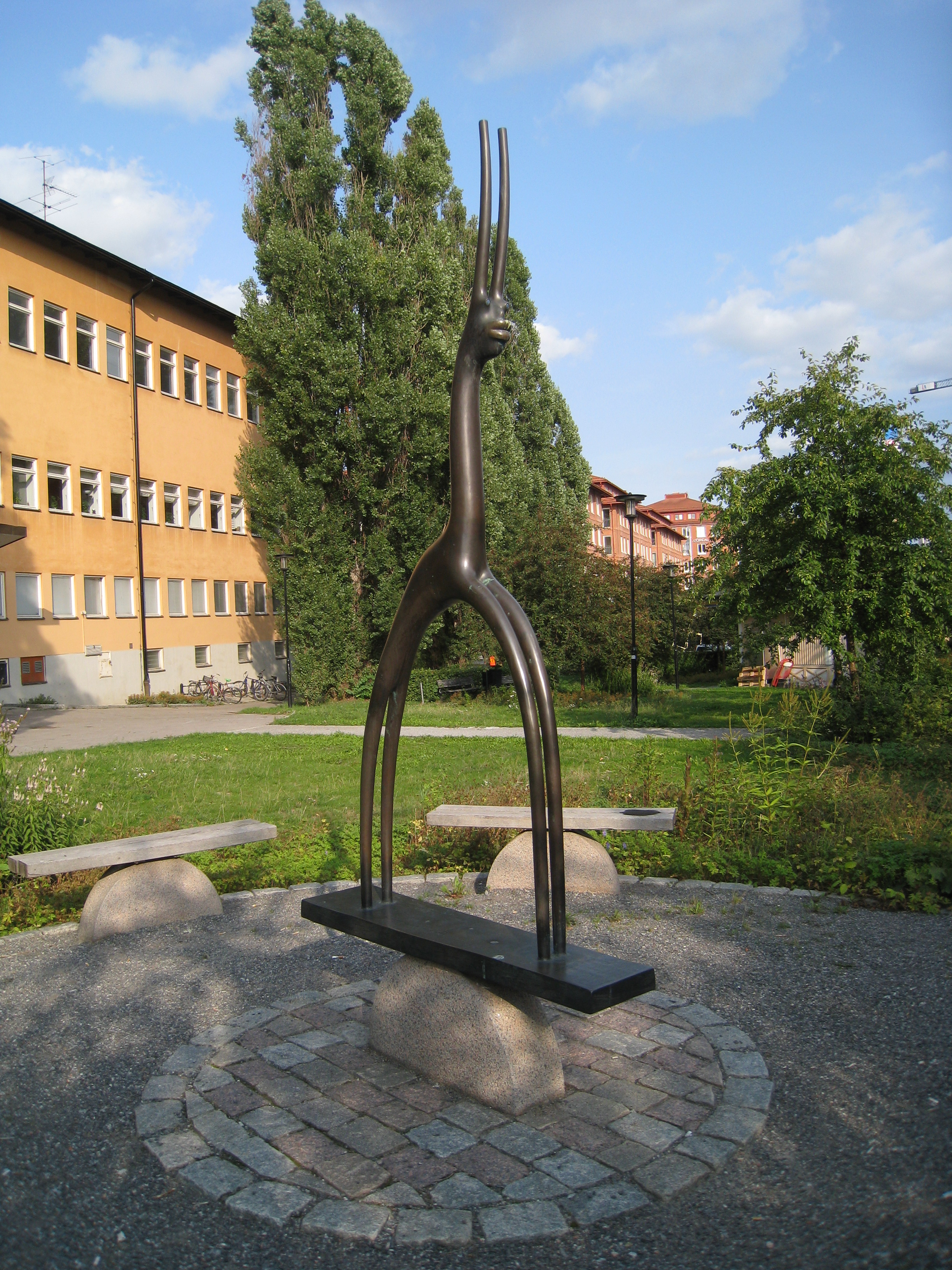
Konstnärlig utsmyckning utanför huvudentrén.
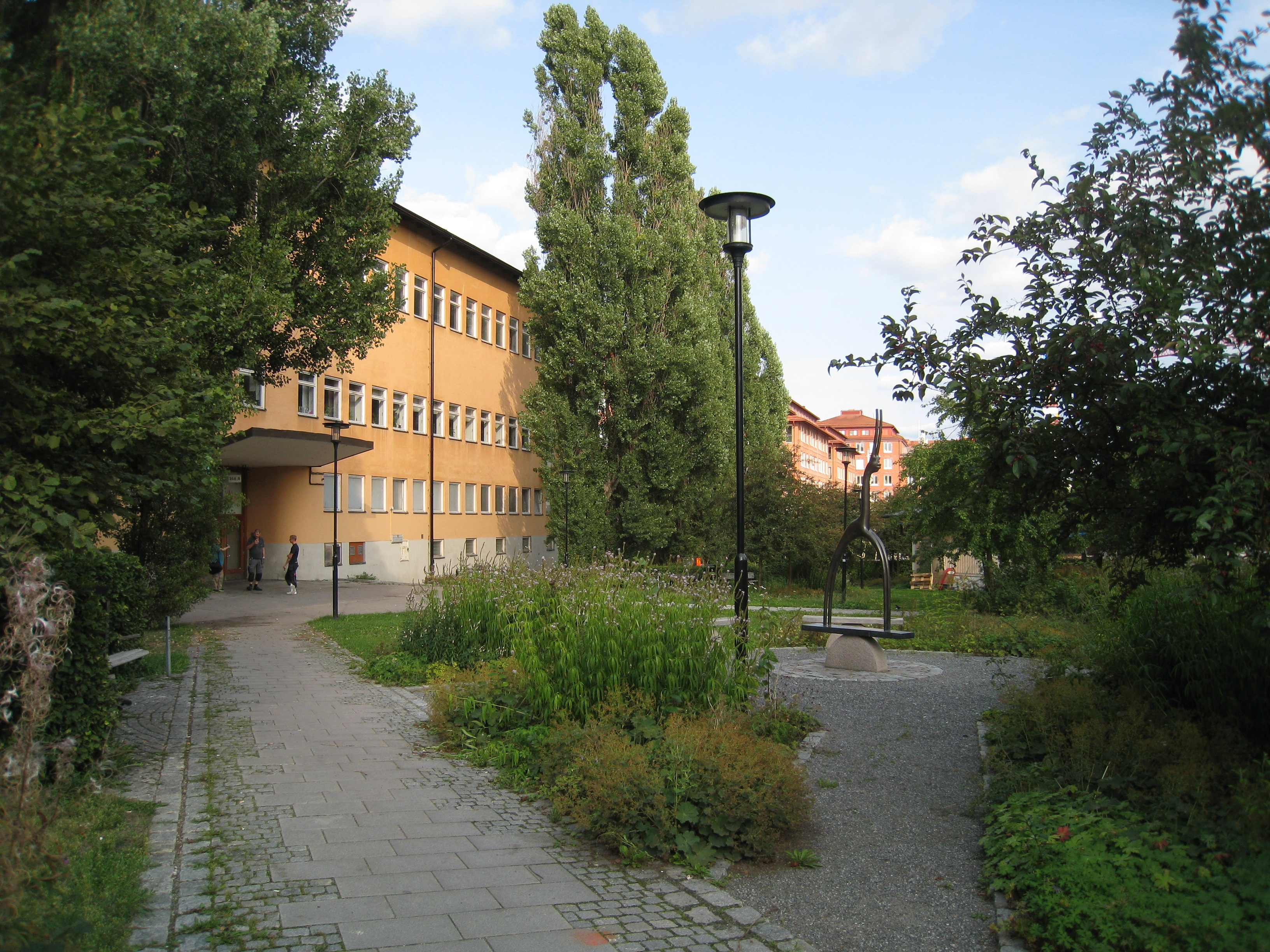
Parkanläggningen vid huvudentrén.